# Digestive Surgery
Digestive Surgery, abgekürzt Dig. Surg., ist eine wissenschaftliche Fachzeitschrift, die vom Karger-Verlag veröffentlicht wird. Die Zeitschrift erscheint mit sechs Ausgaben im Jahr. Es werden Arbeiten veröffentlicht, die sich mit der gastrointestinalen Chirurgie beschäftigen.
Der Impact Factor lag im Jahr 2014 bei 2,162. Nach der Statistik des ISI Web of Knowledge wird das Journal mit diesem Impact Factor in der Kategorie Chirurgie an 65. Stelle von 198 Zeitschriften und in der Kategorie Gastroenterologie an 50. Stelle von 76 Zeitschriften geführt.